# Zastava Filipina
Zastava Filipina je usvojena 12. srpnja 1898. ali su 1997. boje neznatno modificirane. 
Zastava se sastoji od dvije jednake horizontalne pruge, plave i crvene. Sa strane se nalazi bijeli trokut sa zlatnim suncem, okružen zlatnim zvijezdama. U ratna vremena zastava se okreće tako da crvena stoji iznad plave.
- Crvena boja predstavlja hrabrost, junaštvo, viteštvo i odlučnost
- Plava idealizam,
- Bijela nevinost i blaženstvo.
- Sunce označava mir i osam provincija koje su ustale protiv kolonijalne vlasti
- tri zvijezde označavaju glavne otoke Filipina.

## Vanjske poveznice
- Flags of the World